# 피진

피진(pidgin)[pidˈdʒin] 또는 피진어는 서로 다른 두 언어의 화자가 만나 의사소통을 위해 자연스레 형성한 혼성어를 부르는 말이다. 피진이 뿌리내려 모국어로서 사용되는 말을 크리올(creole)이라 한다.
피진은 식민지 지역이었던 현지에 확립된 언어가 없는 곳에 많이 있다. 피진은 교역에 따른 언어접촉으로 만들어진 경우가 많으므로 어휘는 단순하고 격 변화 따위의 복잡한 문법규칙이 없다. 서로 만나는 두 언어 가운데 어휘는 상층어에서, 문법구조는 하층어에서 따오게 되며 전체적으로 단순해진다. 두 집단의 교류가 약화되면 저절로 사라지고, 접촉빈도가 더 잦고 세지면 상위어를 직접 배우게 되므로, 불안정한 언어이다.
피진은 언어 공동체의 모국어가 아니며, 대신에 제2언어로 학습된다는 점에서 크리올 언어와 구분된다.

## 기원과 어원
‘피진(pidgin)’은 중국 피진 영어로 ‘일(business)’을 뜻하는 단어였으며, 19세기에는 언어인 중국 피진 영어 자체를 부르는 말로도 쓰이다가 이후 혼성어 전반을 가리키는 말이 되었다.
피진(pidgin)은 Hebrew어 단어인 'pidjom' (trade or exchange) 라는 의미에 어원을 두고 있거나, 2개의 중국 한문인 pei + tsin이 합쳐져 'paying money'라는 의미에 어원을 두고 있다는 2가지 가설이 대표적이다.

## 일반적인 특성
일반적인 특성일 뿐 반드시 그러한 것은 아니다.
- 주어-서술어-목적어의 어순이다.
- 복문이 없다.
- 음절 축약이 잦다.
- 문자 삽입 등에 따라 자음군이 허물어진다.
- 기본모음만 쓰는 경향이 있다 /a/ /e/ /i/ /o/ /u/.
- 억양 등 초분절요소를 쓰지 않는다.
- 시제를 나타내는 별도 어휘를 동사 앞에 놓는다.
- 복수나 최상급 등을 나타내기 위해 같은 말을 되풀이한다.
- 음운 변화가 거의 없다.

## 같이 보기
- 크리올 (언어학)
- 잉그리시
- 히리 모투
- 국제어
- 링구아 프랑카
- 혼합 언어
- 스팽글리시